# Biscop Szent Benedek
Január 12.
*Northumbria, 628 körül. +689-90. január 12.
Benedek az észak-angliai Northumbriában született 628 körül, Szent Edwin király (kb. 617--632) idejében, amikor Szent Paulinus püspök (+ 644) hirdetni kezdte itt az Evangéliumot. Mint nemes ifjú, néhány évig a király udvarában szolgált. Amikor azonban mintegy húszéves lett, megérlelődött az a kívánsága -- mint Szent Béda Venerabilis (lásd: A szentek élete, 212. o.) közli --, hogy ,,az igazi királynak szolgáljon'', ezért Yorki Szent Wilfriddel (634--709/10) együtt indult első római útjára. Utazásának célja az volt, hogy a kontinens szerzetesi szokásait és hagyományait tanulmányozza, ezért az utazás során tizenhét kolostort látogatott meg. Benedek második római útjára Szent Vitalianus pápa idejében (657--672) vállalkozott. Ezt megelőzően belépett a frank birodalom déli tengerpartján lévő Lérins kolostorába. Itt kapta meg a tonzúrát, és két évet tanulmányokkal töltött el, majd ismét Rómába ment.
Northumbria és Kent királyai röviddel azelőtt küldték a Canterbury érsekévé választott Wighard papot Rómába, hogy a pápa szentelje püspökké. Megérkezése után azonban Wighard egy járvány során meghalt. Most már a pápa dolga volt, hogy helyébe másikat válasszon. Első választása Szent Hadrianus (+709) afrikai születésű szerzetesre, egy Nápoly közelében lévő kolostor apátjára esett; Hadrianus azonban nem akarta elvállalni az érseki hivatalt. A másik jelölt egy Tarzoszból való görög szerzetes, a későbbi Canterbury Szent Teodor (602--690), aki abban az időben Rómában élt. Teodort püspökké szentelték, a pápa pedig megbízta Benedeket, hogy Teodorral együtt térjen vissza Canterburybe, s legyen ott tanácsadója és tolmácsa. Benedek Teodorral és Hadrianusszal 669 májusában érkezett meg Canterburybe; nem sokkal ezután a Péter és Pál kolostor apátjává nevezték ki. Két évvel később ismét Rómába indult.
Az utazások és tanulmányok eme évei alatt tekintélyes könyvtárt gyűjtött össze, emellett szokatlanul gazdag tapasztalatokat szerzett a szerzetesi életben. Amikor 674-ben visszatért Northumbriába, tetterejével és képességeivel olyan hatást gyakorolt Ecgfrith királyra, hogy az személyes birtokából földterületet ajándékozott neki a Wear torkolata közelében, és engedélyezte, hogy kolostort alapítson (Wermouth) Péter apostol tiszteletére. A következő hónapok folyamán Benedek beutazta Galliát, hogy olyan építőmunkásokat keressen, akik képesek arra, hogy római mintára kőtemplomot emeljenek. A templom ablakainak beüvegezéséhez is vitt olyan embereket, akik értettek az üvegkészítéshez, mivel -- úgy látszik -- ez a mesterség akkortájt még ismeretlen volt Angliában. Öt évvel Wearmouth megalapítása után ismét Rómába utazott; könyvtára számára keresett új könyveket, temploma számára pedig liturgikus felszerelést, ruhákat és ereklyéket. Amikor hazatért, magával vitte a Szent Péter templomból János főkántort, hogy tanítsa meg szerzeteseit a római énekre, és oktassa őket a római liturgiára.
Egy évvel Rómából való hazatérése után Benedek további adományt kapott Ecgfrith királytól a Tyne melletti Jarrowban, hogy ott egy Pál apostolnak szentelt kolostort alapítson. Tizenhét jarrowi szerzetes telepedett át az új alapításba Szent Ceolfrith (lásd: 504. o.), Benedek unokafivérének vezetésével. Kevéssel utóbb Szent Béda Venerabilis, aki az előző évben lépett be hétéves korában oblátusként Wearmouth kolostorába, szintén Jarrowba került.
Az új kolostort 685. április 23-án szentelték fel: alapkövét még ma is őrzik Jarrowban. Ebben az évben indult el Benedek hatodik és egyben utolsó római útjára, hogy könyvtára számára további könyveket, temploma díszítésére pedig festményeket szerezzen. Távolléte alatt mindkét kolostorában járvány pusztított; Jarrowban csak Ceolfrith és a kis Béda maradt meg, akik még így is ,,kórusban'' énekelték a zsolozsmát. Benedek betegen tért vissza Rómából, s élete utolsó három évében bénulása ágyhoz szegezte. Attól félt, hogy világias lelkületű testvére örökségül igényli majd mindkét kolostort, ezért szerzetesei lelkére kötötte, hogy Szent Benedek Regulájával és a Szent Agatho pápától (678- -681) kapott kiváltsággal megegyezően ne válasszanak mást apátnak, csak a kolostorból való testvért. Röviddel halála előtt, miután valamennyi testvér tanácsát meghallgatta, maga elé hívatta Jarrowból Ceolfrithet, és mindkét kolostor egyedüli apátjává tette. Halála előtt még szigorú utasításokat adott, hogy összegyűjtött nagy könyvtárát feltétlenül őrizzék meg, és semmiképpen se hanyagolják el. Ez a könyvtár mindig különleges gondoskodása alatt állt. Kezdettől fogva azt kívánta, hogy kolostorai egyaránt legyenek a jámborság és a tudomány iskolái. Abban az időben, amikor a régi világ iskolái lehanyatlottak, s az Egyház alig kezdett hozzá nevelési és iskolarendszerének kifejlesztéséhez, Benedek felismerte annak sürgető szükségességét, hogy az eljövendő nemzedék számára megőrizze és továbbadja a klasszikus ókor és a korai Egyház ismereteit, s tanítókat képezzen a papság és a nép számára. Alig volt olyan kívánsága, amelyet Jarrow, nemzedékének legnagyobb tanítója, Béda révén meg ne tartott volna.
Benedek 689. január 12-én halt meg, A wearmouthi Szent Péter templomban temették el az oltár és az apostol ereklyéinek közelében, akit -- mint Béda mondja -- ,,egész életében mindig tisztelt, és aki kinyitotta neki a kaput, hogy beléphessen a mennyek országába''.